# Peter Binsfeld
Peter Binsfeld (* um 1545 in Binsfeld (Eifel); † 24. November 1598 in Trier) war Weihbischof in Trier und Hexentheoretiker.

## Leben
Peter Binsfeld (oder latinisiert Petrus Binsfeldius) kam als Sohn eines Bauern und Handwerkers zur Welt. In der Abtei Himmerod diente er zunächst als Hirtenjunge, bis der Abt sein Talent erkannte und ihn in seinem Kloster studieren ließ. Später wurde er nach Rom gesandt, um 1552 im Collegium Germanicum seine Ausbildung zu vollenden.
Von Rom kehrte er 1568 als Priester in den Trierer Raum zurück, wo ihm von Erzbischof Jakob von Eltz die Aufgabe zugeteilt wurde, die fürstliche Abtei mit dem Städtchen Prüm, welche damals der lutherischen Reform anheimzufallen drohten, im Sinne der tridentinischen Reformansätze zu Glauben und Disziplin zurückzuführen. Da er diese Aufgabe zur Zufriedenheit des Kurfürsten löste, wurde er 1578 zum Propst von St. Simeon ernannt, bereits zwei Jahre danach, 1580, zum Weihbischof in Trier bestellt und am 2. Februar 1581 durch den Erzbischof von Trier, Jakob von Eltz, zum Titularbischof von Azotus geweiht. Dieses Amt bekleidete er auch unter der Regierungszeit von Johann VII. von Schönenberg (1581–1599), unter dem es vor allem auch durch seinen großen Einfluss zu den schlimmsten Hexenverfolgungen im Trierer Kurfürstentum kam.
Es wird angenommen, dass in der Zeit von 1587 bis 1593 im Trierer Land etwa 360 Personen wegen Hexerei verbrannt wurden, darunter auch der prominente „Gegenspieler“ des Weihbischofs Binsfeld, der Bürgermeister, kurfürstliche Rat und Vertraute des Erzbischofs Dr. jur. Dietrich Flade. Lange hatte es Flade verstanden, sich einer Ausuferung der Prozesse in der Stadt Trier zu widersetzen, doch dann wurde er selbst denunziert und bald darauf angeklagt. Wegen seines hohen Ansehens wurde er 1589 als Gnadenakt vor der Verbrennung am Galgen gehenkt. Danach konnte Binsfeld schalten und walten, wie er wollte.
Für das hohe Ansehen, das Peter Binsfeld nicht nur beim Kurfürsten, sondern überhaupt in der Stadt Trier genoss, spricht auch seine zweimalige Tätigkeit als Rektor der Universität Trier in den Jahren 1582/83 und 1587/88.
Er starb am 24. November 1598 an der Pest.

## Das Hexentraktat

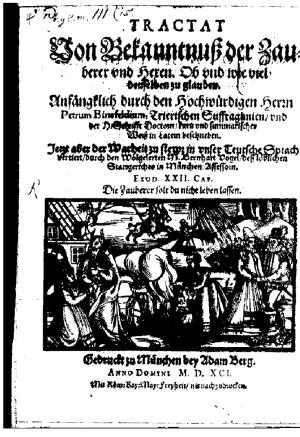
Titelblatt des Hexentraktates

Entstanden ist Binsfelds Hexentraktat Tractatus de confessionibus maleficorum et sagarum, & auctior redditus. An, & quanta fides ijs abhibenda sit? auf der Grundlage der Anklageschrift gegen Dietrich Flade und erschien bereits in dessen Todesjahr, also 1589. Diese Schrift verbreitete sich rasch. Insbesondere ihre frühen deutschen Übersetzungen verhalfen ihr wohl dazu. Bereits 1590 erschien durch Heinrich Bock in Trier die erste deutsche Ausgabe und lediglich ein Jahr später ließ der Drucker Adam Berg vom Assessor des Münchner Stadtgerichtes, dem Magister Bernhard Vogel, eine eigene deutsche Übersetzung anfertigen, die er unter dem Titel Tractat von Bekanntnuß der Zauberer und Hexen. Ob und wie viel denselben zu glauben in München 1591 herausgab. Das Werk erlebte insgesamt sechs Auflagen, sodass von einer gedruckten Mindestzahl von 6000 Exemplaren ausgegangen werden muss. Dies ist ein Beleg dafür, wie populär das Werk von Binsfeld war. Es galt für mindestens 100 Jahre als Standardwerk im Bereich der Hexenlehre.

### Vorrede und erster Teil des Hexentraktates
Bereits in der Vorrede zu seinem Werk macht Peter Binsfeld seine Leser mit der unbezweifelbaren 'Tatsache' bekannt, dass es Zauberer und Hexen gibt: „Es bezeugen die Kayserlichen Rechten / freundtlicher lieber Leser / unnd thun klärer dann die Mittägliche Sonn dar / das vor alten Zeiten Menschen gewest seyn / die Zauberer / Gott und der Welt verhaßt / genennt hat.“ In den nächsten Sätzen zählt Binsfeld die bekanntesten Untaten auf: Unzucht, Unwetterhervorrufung, Abwendung von Gott und Zuwendung zu den bösen Geistern und weiteres mehr.
Um seinen Mitmenschen das Hexen- und Zaubererübel noch mehr vor Augen zu führen und um seiner Argumentation für die Denunziationspraxis die nötige Grundlage zu schaffen, schob er vor den eigentlichen Hauptteil seines Werkes eine Abhandlung, die sich genauer mit den Praktiken der Hexerei auseinandersetzt. Hierin lieferte er 14 Teildefinitionen über Zauberei, die er als Vortrag oder Vorspil betitelt hat. Einige Beispiele sind im Folgenden aufgeführt:
- Die erste Definition bekräftigt noch einmal, dass Zauberei eine unverrückbare Tatsache sei: "Das erst Praeludium oder Vorspil: Es ist gewiß und keins weg zu zweifeln / daß Zauberey aygentlich genennt / oder Teuffelswerck vermittels Menschlicher Hülff / in der Natur geschehen / unnd solches nach außweisung H. Schrifft / Geistlich: und Weltlicher Rechten / unnd recher Vernunnft." Als Beweise hierzu führt er in erster Linie die Bibelstellen Exodus 22; Leviticus 1,9 und Deuteronomium 1,8 an. Aber auch Augustinus, Thomas von Aquin und der Hexenhammer sind für ihn oberste Autoritäten.
- Nachdem Binsfeld aus dem Buch Ijob geschlossen hat, dass es Teufel gibt, kommt er im dritten 'Vortrab' zu seiner eigentlichen Definition der Zauberei: "Daß [sic!] aber das laster Zauberey / von dem wir hie handlen / ins Werck gestelt / sein drey Stuck von nöten darzu. Erstlich / Göttlicher Willen / der solches verricht / und zuläßt. Zum anderen / der Gewalt deß Teuffels / der solches verricht / unnd darzu anraitzt. Zum dritten unnd letztlich / deß zauberischen Menschen willen / der sich frey willig darein ergibt." Über den ersten Punkt seiner Definition könnte man sich verwundern, doch Binsfeld erklärt dies daraus, dass Gott "die fürnembste Ursache ist" für alle Dinge und somit nichts ohne sein Einverständnis geschieht: "Wo dann Gott nicht wil / kan der Teuffel mit all seinem Gewalt un Macht / dem Menschen auff Erden nicht schaden." Neben dem göttlichen Zugeständnis, das die Menschen durch Zulassung der Schadenszauberei bestrafen, prüfen oder bessern wolle, ist also der Teufel wichtiger Bestandteil des Hexenunwesens. Mit ihm geht der Zauberer aus freiem Willen ein Bündnis ein (Teufelspakt), aus welchem heraus er die Kraft zu seinen Zaubereien nimmt.
- Unter der Überschrift 'Letzter Vortrab' zählt Binsfeld nun die Ursachen auf, die dazu führten, dass das Hexen- und Zaubererunwesen seiner Meinung nach so überhandnehme. Erstens sei die Unwissenheit der Geistlichen dafür verantwortlich. Diese seien zu wenig informiert, um dem Volk die offizielle Lehrmeinung kundzutun. Zweitens sei der tägliche Schlaf der Obrigkeit mitverantwortlich, denn von Seiten der Gesetzgebung müsse mehr zur Ausrottung der Hexen getan werden. Eine der wichtigsten Ursachen sieht Binsfeld im Unglaube, der begleitet würde von allen möglichen Arten des Aberglaubens, wie Götzendienst und Wahrsagerei. Hinzu kämen die allzu große Sucht nach Reichtum, die Wollust und der Hang zum Fluchen und Schwören. Als achte Ursache gilt für den Autor die "Verlassenheit / oder übrige Trwrigkeit / oder inn widerwertigen Sachen / Kleinmütigkeit [...] / welche gar offt inn dem Weiblichen Geschlecht statt hat." (Diese Ursache scheint Binsfeld als erster entdeckt zu haben oder doch zumindest für besonders wichtig erachtet zu haben, denn es fällt auf, dass gerade bei den Trierer Hexen und Hexenmeistern ganz besonders oft diese Betrübnussen anzutreffen waren.) Die neunte und letzte Ursache, warum jemand Zauberei betreibe, sieht Binsfeld in dem Irrtum, dass man einem einmal dem Teufel erlegenen Menschen nie wieder Gnade erweisen würde und so die Hexen in dem Teufelsbund verharren würden. Dies sei jedoch falsch, da Gott jedem, der Buße tue und aufrichtig seine Sünden bereue, auch verzeihen würde. Aus diesem verhängnisvollen Irrtum heraus würden reumütige Hexen sich oft weiterhin von dem Teufel quälen lassen, solange, bis sie sich den Tod vom Gericht wünschten, um diesem Schicksal zu entgehen: "Auß disem folgt auch / das etliche Weiber / vil mehr wünschen unnd begern hingericht zu werden / dann zu leben damit sie nit wider zu dieser mühseligen Mühl gebracht werden."
- Den ersten Teil beendet Binsfeld nun mit 13 Schlussreden, in denen er beschreibt, dass "Zauberer / Warsager / Schwarzkünstler / oder alle die jenigen / so mit dem bösen Geist ein Verstandt oder Pact haben / können keine wahrhaffte Mirckel thun", dass sie "durch Macht deß Teuffels / weder sich noch andere Menschen warhafftiglich und wesentlich / inn Wölff / Katzen / oder dergleichen Thier verändern", dass sie aber sehr wohl Schlangen, Frösche und kleines Getier machen könnten. Auch geht er hier genauer auf die Teufelsbuhlschaft ein, auf die Befähigung vom Anhexen von Impotenz, auf die Möglichkeit Krankheiten zu erzeugen und auf das immense Wissen, was diese Unholde nach seiner Meinung haben. Auch die Hexenluftfahrt wird von ihm ausführlich erörtert und letztendlich für wahr befunden.

Binsfeld hat sich in seinem ersten Teil seiner Schrift also als überzeugter Anhänger der Hexenlehre erwiesen und es scheint keinen Zweifel daran zu geben, dass er zu den eifrigen Verfechtern dieser Theorie zu rechnen ist und zu Recht unter den so genannten Hexentheoretikern aufgelistet ist.

### Hauptteil des Hexentraktates
Im zweiten Teil seines Hexentraktates kommt er zu seinem eigentlichen Thema, nämlich "Ob der Zauberer Bekanntnuß die sie wider ihrer Gesellen / oder gleiches Lasters Mitgenossen thun / glauben zugeben / unnd wie vil / also daß gegen ihnen mit scharpffer Frag zuerfahren sey." Daher kann man diesen 2. Teil getrost als Hauptteil des Werkes bezeichnen. Zunächst verweist Binsfeld auf die aktuelle Gesetzeslage, durch die festgelegt werde, dass Angeklagten nicht bei Aussagen über eventuelle Mittäter geglaubt werden solle, es sei denn in den so genannten Ausnahmeverbrechen. Zu den Ausnahmeverbrechen zählen laut Binsfeld all jene, die "zu geistlicher oder leiblicher Verderbung der Gemein / oder grossem Schaden einer Person raichen". Würden sich Richter schuldig machen, wenn sie bei Normalverbrechen die Täter nach Mitschuldigen fragen, so sei es in den Ausnahmefällen geradezu ihre Pflicht! Binsfeld, der die Zauberei natürlich zu den Ausnahmeverbrechen zählt, führt nun in sieben Punkten an, was den Zauberern alles zu glauben sei und was für Konsequenzen daraus gezogen werden müssten:
- "Der ander Schluß / es ist auch gewiß / das den zaubern / so von ihnen selbst bekennt / nit so grosser Glaube geben wirdt / welcher dem menschen so eines guten Geschreys / Leumuths und Lebens seyn." Dieser Punkt deutet an, dass Binsfeld demjenigen mehr Glauben schenkt, der größeres Ansehen besitzt und höheren Standes ist, außerdem kann einem Menschen, der sich eines Verbrechens schuldig gemacht hat, noch weniger geglaubt werden als sonst: "Dan auß aigens Bekanntnuß / ist etlicher massen der Menschen Maynung und Glauben / geschwecht."
- "Der dritte Schluß / daß Zauberers Bekanntnuß wider sein Gesellen / gibt Vermutung genug zur peinlichen Frag." In den Erörterungen zu diesem Punkt geht Binsfeld der Frage nach, ob die Anzeigung eines Zauberers gegen einen Mitgenossen ausreicht, um gegen diesen mit der Folter vorzugehen, ohne dass andere Beweise vorliegen. Letztendlich bejaht er die Frage mit der Behauptung, dass Zauberer in diesem Punkt immer die Wahrheit sagen würden: "Aber der Zauberer Angaben / nit allein offt / sondern auch schier alle Zeit / und gemeinglich pflegt die Warheit mit zu seyn / wie solches auß der Richter Prozeß und Erfahrung selbs zusehen ist. Derohalben gibt eines Zauberern angeben / wider seinen Gesellen / ein dapffer Anzeigen: Dann welchen die Erklärung gebürt / dem gebürt auch / was erklärt worden."
- "IIII. Die Bekanntnuß eines Gesellen / im Laster der Zauberey wider seinen ander Gesellen ist genugsam erhablich zu fleissigem Nachforschen / unnd solches in den außgenommenen lastern."
- "V. Die Bekanntnuß eines Gesellen / wider seine Mitgesellen und gleiches Lasters Theifhafftige / ja dem zeuberischen Laster / wann sie ein zuwürffliche Vermutung oder Anzeigung hat / gibts ein volkombliches und erhebliches anzeigen zu der peinlichen Frag."
- "VI. Zweyer oder dreyerr Bekanntnuß wider einen oder etliche / deß Lasters Mitgesellen / gibt inn dem Laster der Zauberey ein Vermutung zur peinlichen Frag." Hiermit schränkt er vorher Geäußertes wieder ein, da er betont, dass es sicherer sei, wenn jemand von mehr als einer Angeklagten denunziert worden ist. Liege dagegen nur eine Besagung vor, so sollte man zunächst nach weiteren Indizien forschen. Letztendlich überlässt er es jedoch dem jeweiligen Richter zu entscheiden, ob eine ausreicht oder ob mehrere vonnöten sind.
- "Sibend unnd letzter Schluß. Wiewol gemainiglich die Gelehrten / nach Außweisung der Rechten sagen / daß die Verleumbde unnd Gesellen deß Lasters zu Zeugen zugelassen werden / nach vorgesetztem Schluß: So ist doch sicherer zusagen / das solche nit zugelassen werden zu dem verdammen / sonder allein zur Tortur dieselbig ins Werck zurichten." In diesem Abschnitt betont Binsfeld, dass für eine Verurteilung von Menschen richtige Beweise nötig seien. Was er unter richtigen Beweisen versteht, lässt er jedoch offen.

Bevor Binsfeld seinen Traktat mit einer "Auflösung der Argument" abschließt, führt er noch an, dass es aus seiner Sicht unzulässig ist, im Rahmen der Hexenverfolgung das Hexenbad durchzuführen, da dies eine Versuchung Gottes darstellen würde. Ebenfalls sei es nicht erlaubt, die Zauberer durch falsche Versprechen zu Geständnissen zu verleiten. Bei reumütigen Hexen zeigt er sich gnädig, denn er will ihnen die Gnade des Stranges vor der Verbrennung zugestehen. Auch könne man ihnen bedenkenlos die heilige Kommunion gewähren.

### Schluss des Traktates
Im letzten Teil seines Werkes widerlegt Peter Binsfeld zunächst den Canon episcopi, der seinen eigenen Auffassungen widerspricht. Er betont zur Beruhigung von Richtern und Gerichtshelfern, dass der Teufel keineswegs einmal inhaftierte Hexen wieder aus der Gewalt des Gerichtes befreien könne. Sehr wichtig ist vor allem seine These, dass es Gott niemals zuließe, dass Unschuldige bestraft würden. Mit diesem letzten Argument spricht Binsfeld sich und alle anderen Hexenjäger von der Schuld frei, eventuell auch Unschuldige getötet zu haben, denn Gott würde solch eine Grausamkeit ja gar nicht zulassen. Das bedeutet also, dass alle Hexenjäger niemals falsch handeln könnten.
Mit den folgenden Worten beendet Binsfeld sein Traktat: „Diß sey genug vom Tractat der Frag geschrieben / welches alles ich gern dem Urtheil unser Mutter der Christlichen Kirchen / underwürffe. Ehr und lob sey Gott / der seligsten Jungfrawen / und allen Heiligen.“

## Werke
- Tractatus de confessionibus maleficorum & Sagarum an et quanta fides iis adhibenda sit. Trier 1589. (Digitalisat)
- Tractat von Bekanntnuß der Zauberer und Hexen. München 1591. (Digitalisat)